# Euroliga 2013-14
La temporada 2013-14 de la Turkish Airlines Euroleague —máxima competición de clubes de baloncesto de Europa— se disputa del 16 de octubre de 2013 al 18 de mayo de 2014 y la organiza la Unión de Ligas Europeas de Baloncesto (ULEB).
Esta es la 14.ª edición de la competición en la era moderna de la Euroliga y la cuarta con la esponsorización de Turkish Airlines. Incluyendo la competición previa de la Copa de Europa de la FIBA Europa, es la 57.ª edición de la máxima competición del baloncesto masculino de clubes europeos. La Final Four se celebrará en el Mediolanum Forum de Milán, en mayo de 2014.
El vigente campeón es el Olympiacos griego tras vencer en la final de la Final-Four al Real Madrid por 100-88.

## Equipos participantes
| España (Liga ACB)      | 4 |                                   |                                          |
| España (Liga ACB)      | 4 | Real Madrid                       | Palacio de Deportes (15.000)             |
| España (Liga ACB)      | 4 | Laboral Kutxa Vitoria             | Fernando Buesa Arena (15.500)            |
| España (Liga ACB)      | 4 | F. C. Barcelona                   | Palau Blaugrana (7.585)                  |
| España (Liga ACB)      | 4 | Unicaja Málaga                    | José María Martín Carpena (11.300)       |
| Turquía (TBL)          | 4 |                                   |                                          |
| Turquía (TBL)          | 4 | Galatasaray Liv Hospital Istanbul | Abdi İpekçi Arena (12.500)               |
| Turquía (TBL)          | 4 | Fenerbahce Ulker Istanbul         | Ülker Sports Arena (13.800)              |
| Turquía (TBL)          | 4 | Anadolu Efes Istanbul             | Sinan Erdem Spor Salonu (15.500)         |
| Turquía (TBL)          | 4 | Banvit BK Bandirma                | Banvit Kara Ali Acar Spor Salonu (3.000) |
| Italia (Lega A)        | 3 |                                   |                                          |
| Italia (Lega A)        | 3 | Montepaschi Siena                 | Nelson Mandela Forum (7.500)             |
| Italia (Lega A)        | 3 | EA7 Emporio Armani Milán          | Mediolanum Forum (12.500)                |
| Italia (Lega A)        | 3 | Cimberio Varese                   | Palasport "Lino Oldrini" (5.300)         |
| Alemania (BBL)         | 3 |                                   |                                          |
| Alemania (BBL)         | 3 | Brose Baskets Bamberg             | Stechert Arena (6.800)                   |
| Alemania (BBL)         | 3 | FC Bayern Munich                  | Audi Dome (6.700)                        |
| Alemania (BBL)         | 3 | EWE Baskets Oldenburg             | EWE Arena (6.069)                        |
| Rusia (Superleague A)  | 3 |                                   |                                          |
| Rusia (Superleague A)  | 3 | CSKA Moscow                       | Megasports Hall (14.500)                 |
| Rusia (Superleague A)  | 3 | Lokomotiv Kuban Krasnodar         | Basket-Hall (7.500)                      |
| Rusia (Superleague A)  | 3 | Khimki Moscow Region              | Novator Arena (6.000)                    |
| Grecia (ESAKE A1)      | 2 |                                   |                                          |
| Grecia (ESAKE A1)      | 2 | Panathinaikos BC                  | Olympic Indoor Hall (19.250)             |
| Grecia (ESAKE A1)      | 2 | Olympiacos BC                     | Estadio de la Paz y la Amistad (14.905)  |
| Francia (LNB Pro A)    | 2 |                                   |                                          |
| Francia (LNB Pro A)    | 2 | JSF Nanterre                      | Halle Georges-Carpentier (5.009)         |
| Francia (LNB Pro A)    | 2 | Strasbourg IG                     | Rhenus Sport (6.200)                     |
| Lituania (LKL)         | 2 |                                   |                                          |
| Lituania (LKL)         | 2 | BC Lietuvos Rytas                 | Siemens Arena (11.000)                   |
| Lituania (LKL)         | 2 | BC Žalgiris Kaunas                | Žalgiris Arena (15.600)                  |
| Serbia (KLS)           | 2 |                                   |                                          |
| Serbia (KLS)           | 2 | Partizan NIS Belgrade             | Pionir Hall (8.150)                      |
| Serbia (KLS)           | 2 | Crvena Zvezda Telekom Belgrade    | Pionir Hall (8.150)                      |
| Israel (BSL)           | 1 |                                   |                                          |
| Israel (BSL)           | 1 | Maccabi Electra Tel Aviv          | Nokia Arena (11.700)                     |
| Ucrania (Superleague)  | 1 |                                   |                                          |
| Ucrania (Superleague)  | 1 | Budivelnik Kiev                   | Kiev Sports Palace (7.000)               |
| Polonia (PLK)          | 1 |                                   |                                          |
| Polonia (PLK)          | 1 | Stelmet Zielona Gora              | Hala Widowiskowo Sportowa (6.080)        |
| Bélgica (Ligue Ethias) | 1 |                                   |                                          |
| Bélgica (Ligue Ethias) | 1 | Telenet BC Ostend                 | Sleuyter Arena (5.000)                   |
| Letonia (LBL)          | 1 |                                   |                                          |
| Letonia (LBL)          | 1 | VEF Riga                          | Arena Riga (12.500)                      |
| República Checa (NBL)  | 1 |                                   |                                          |
| República Checa (NBL)  | 1 | ČEZ Nymburk                       | ČEZ Arena (10.300)                       |

|  | Campeón de la Euroliga |
|  | Eliminado en la previa |

## Fase previa
|  | Primera ronda | Primera ronda         | Primera ronda |                  |    | Segunda ronda         | Segunda ronda | Segunda ronda |  |   | Tercera ronda  | Tercera ronda | Tercera ronda |  |
|  |               |                       |               |                  |    |                       |               |               |  |   |                |               |               |  |
|  |               |                       |               |                  |    |                       |               |               |  |   |                |               |               |  |
|  | 1             | Cimberio Varese       | 74            |                  |    |                       |               |               |  |   |                |               |               |  |
|  | 1             | Cimberio Varese       | 74            |                  |    |                       |               |               |  |   |                |               |               |  |
|  | 4             | EWE Baskets Oldenburg | 79            |                  |    |                       |               |               |  |   |                |               |               |  |
|  | 4             | EWE Baskets Oldenburg | 79            |                  | 4  | EWE Baskets Oldenburg | 87            |               |  |   |                |               |               |  |
|  |               |                       |               |                  | 4  | EWE Baskets Oldenburg | 87            |               |  |   |                |               |               |  |
|  |               |                       | 2             | Lietuvos Rytas   | 99 |                       |               |               |  |   |                |               |               |  |
|  | 2             | Lietuvos Rytas        | 2             | Lietuvos Rytas   | 99 | 80                    |               |               |  |   |                |               |               |  |
|  | 2             | Lietuvos Rytas        |               |                  |    |                       |               |               |  |   |                |               |               |  |
|  | 3             | VEF Rīga              | 71            |                  |    |                       |               |               |  |   |                |               |               |  |
|  | 3             | VEF Rīga              | 71            |                  |    |                       |               |               |  | 2 | Lietuvos Rytas | 75            |               |  |
|  |               |                       |               |                  |    |                       |               |               |  | 2 | Lietuvos Rytas | 75            |               |  |
|  |               |                       | 4             | Telenet Oostende | 66 |                       |               |               |  |   |                |               |               |  |
|  | 2             | ČEZ Nymburk           | 4             | Telenet Oostende | 66 | 78                    |               |               |  |   |                |               |               |  |
|  | 2             | ČEZ Nymburk           |               |                  |    |                       |               |               |  |   |                |               |               |  |
|  | 3             | Banvit                | 87            |                  |    |                       |               |               |  |   |                |               |               |  |
|  | 3             | Banvit                | 87            |                  | 3  | Banvit                | 80            |               |  |   |                |               |               |  |
|  |               |                       |               |                  | 3  | Banvit                | 80            |               |  |   |                |               |               |  |
|  |               |                       | 4             | Telenet Oostende | 82 |                       |               |               |  |   |                |               |               |  |
|  | 1             | Khimki                | 4             | Telenet Oostende | 82 | 79                    |               |               |  |   |                |               |               |  |
|  | 1             | Khimki                |               |                  |    |                       |               |               |  |   |                |               |               |  |
|  | 4             | Telenet Oostende      | 90            |                  |    |                       |               |               |  |   |                |               |               |  |
|  | 4             | Telenet Oostende      | 90            |                  |    |                       |               |               |  |   |                |               |               |  |
|  |               |                       |               |                  |    |                       |               |               |  |   |                |               |               |  |

## Temporada regular
Del 1 al 4 de octubre se conocerá el equipo ganador del playoff previo de la Euroliga 2013-14.
Los cuatro primeros de cada grupo alcanzaron el Top 16.
| Clave para los grupos                       |
| ------------------------------------------- |
| Equipos clasificados para la siguiente fase |
| Equipos eliminados                          |

### Grupo A
| -  | Equipo                | PTS | PJ | G | P | PF  | PC  | Dif  |
| -- | --------------------- | --- | -- | - | - | --- | --- | ---- |
| 1. | Fenerbahçe Ulker      | 18  | 10 | 8 | 2 | 849 | 749 | +100 |
| 2. | C. S. K. A. Movska    | 17  | 10 | 7 | 3 | 732 | 676 | +56  |
| 3. | F. C. Barcelona       | 17  | 10 | 7 | 3 | 786 | 729 | +57  |
| 4. | Partizan NIS Belgrade | 13  | 10 | 3 | 7 | 668 | 715 | -47  |
| 5. | J. S. F. Nanterre     | 13  | 10 | 3 | 7 | 682 | 753 | -71  |
| 6. | Budivelnyk Kiev       | 12  | 10 | 2 | 8 | 737 | 832 | -95  |

|     | FEN    | CSK   | FCB   | PAR   | NAN   | BUD   |
| --- | ------ | ----- | ----- | ----- | ----- | ----- |
| FEN |        | 86-60 | 75-70 | 77-79 | 83-66 | 84-68 |
| CSK | 74-78  |       | 79-65 | 88-46 | 72-60 | 72-67 |
| FCB | 94-81  | 79-70 |       | 67-60 | 67-71 | 96-77 |
| PAR | 78-88  | 62-73 | 64-82 |       | 73-43 | 76-61 |
| NAN | 76-95  | 59-62 | 78-82 | 62-61 |       | 80-61 |
| BUD | 84-102 | 74-82 | 74-84 | 74-69 | 97-87 |       |

### Grupo B
| -  | Equipo                    | PTS | J  | G  | P | PF  | PC  | Dif  |
| -- | ------------------------- | --- | -- | -- | - | --- | --- | ---- |
| 1. | Real Madrid               | 20  | 10 | 10 | 0 | 889 | 652 | +237 |
| 2. | EA7 Emporio Armani Milano | 15  | 10 | 5  | 5 | 742 | 762 | -20  |
| 3. | B. C. Žalgiris Kaunas     | 15  | 10 | 5  | 5 | 743 | 768 | -25  |
| 4. | Anadolu Efes Pilsen       | 14  | 10 | 4  | 6 | 741 | 767 | -26  |
| 5. | Brose Baskets Bamberg     | 13  | 10 | 3  | 7 | 756 | 829 | -73  |
| 6. | Strasbourg I. G.          | 13  | 10 | 3  | 7 | 705 | 798 | -93  |

|     | RMA   | EA7   | ZAL   | EFE    | BRO   | STR   |
| --- | ----- | ----- | ----- | ------ | ----- | ----- |
| RMA |       | 93-74 | 95-67 | 103-57 | 98-58 | 79-66 |
| EA7 | 71-78 |       | 82-75 | 77-73  | 74-73 | 83-72 |
| ZAL | 63-83 | 73-71 |       | 65-63  | 91-81 | 88-64 |
| EFE | 61-86 | 87-67 | 72-61 |        | 78-84 | 88-65 |
| BRO | 69-89 | 62-76 | 80-84 | 88-86  |       | 84-70 |
| STR | 66-85 | 76-67 | 77-76 | 66-76  | 83-72 |       |

### Grupo C
| -  | Equipo                   | PTS | J  | G  | P | PF  | PC  | Dif |
| -- | ------------------------ | --- | -- | -- | - | --- | --- | --- |
| 1. | Olympiacos Piraeus       | 20  | 10 | 10 | 0 | 812 | 734 | +78 |
| 2. | Galatasaray Liv Hospital | 16  | 10 | 6  | 4 | 700 | 725 | -25 |
| 3. | Unicaja Málaga           | 15  | 10 | 5  | 5 | 756 | 712 | +44 |
| 4. | F. C. Bayern de Múnich   | 14  | 10 | 4  | 6 | 818 | 791 | +27 |
| 5. | Montepaschi Siena        | 13  | 10 | 3  | 7 | 674 | 706 | -32 |
| 6. | Stelmet Zielona Góra     | 12  | 10 | 2  | 8 | 707 | 799 | -92 |

|     | OLY     | GAL   | UNI   | BAY   | MON   | STE    |
| --- | ------- | ----- | ----- | ----- | ----- | ------ |
| OLY |         | 72-54 | 69-61 | 88-83 | 79-73 | 79-77  |
| GAL | 67-78   |       | 78-70 | 84-74 | 54-52 | 76-57  |
| UNI | 74-82   | 84-57 |       | 77-72 | 73-75 | 101-68 |
| BAY | 103-105 | 88-68 | 82-68 |       | 89-79 | 71-78  |
| MON | 62-70   | 75-84 | 62-64 | 71-62 |       | 60-59  |
| STE | 80-91   | 75-78 | 67-84 | 73-94 | 73-65 |        |

### Grupo D
| -  | Equipo                    | PTS | J  | G | P | PF  | PC  | Dif  |
| -- | ------------------------- | --- | -- | - | - | --- | --- | ---- |
| 1. | Maccabi Electra Tel Aviv  | 18  | 10 | 8 | 2 | 764 | 711 | +53  |
| 2. | Laboral Kutxa             | 16  | 10 | 6 | 4 | 767 | 754 | +13  |
| 3. | Lokomotiv Kuban Krasnodar | 16  | 10 | 6 | 4 | 740 | 729 | +11  |
| 4. | Panathinaikos Athens      | 15  | 10 | 5 | 5 | 768 | 736 | +32  |
| 5. | Crvena Zvezda Telekom     | 14  | 10 | 4 | 6 | 804 | 779 | +25  |
| 6. | Lietuvos Rytas Vilnius    | 11  | 10 | 1 | 9 | 686 | 820 | -134 |

|     | MAC   | CLA   | LOK   | PAN   | CRV   | LIE   |
| --- | ----- | ----- | ----- | ----- | ----- | ----- |
| MAC |       | 65-70 | 75-73 | 75-68 | 96-82 | 78-71 |
| CLA | 84-80 |       | 84-71 | 79-77 | 63-73 | 79-63 |
| LOK | 58-73 | 85-84 |       | 63-82 | 79-72 | 68-53 |
| PAN | 55-68 | 95-74 | 69-72 |       | 69-63 | 80-72 |
| CRV | 76-78 | 81-65 | 84-87 | 86-90 |       | 88-77 |
| LIE | 74-76 | 64-85 | 53-84 | 84-83 | 75-99 |       |

## Top 16
Los cuatro primeros de cada grupo alcanzan la ronda eliminatoria de cuartos de final.
| Clave para los grupos                       |
| ------------------------------------------- |
| Equipos clasificados para la siguiente fase |
| Equipos eliminados                          |

### Grupo E
|    | Equipo                    | J  | G  | P  | PF   | PC   | Dif  |
| -- | ------------------------- | -- | -- | -- | ---- | ---- | ---- |
| 1. | F. C. Barcelona           | 14 | 12 | 2  | 1109 | 1009 | +100 |
| 2. | EA7 Emporio Armani Milano | 14 | 10 | 3  | 1093 | 1011 | +82  |
| 3. | Olympiacos Piraeus        | 14 | 8  | 6  | 1058 | 996  | +59  |
| 4. | Panathinaikos Athens      | 14 | 7  | 7  | 961  | 958  | +3   |
| 5. | Unicaja Málaga            | 14 | 6  | 8  | 1032 | 1063 | –31  |
| 6. | Fenerbahçe Ülker          | 14 | 6  | 8  | 1078 | 1101 | -23  |
| 7. | Laboral Kutxa             | 14 | 5  | 9  | 1061 | 1125 | –64  |
| 8. | Anadolu Efes Pilsen       | 14 | 2  | 12 | 967  | 1096 | –129 |

|     | FCB   | PAN   | CLA    | FEN   | OLY   | UNI   | EA7   | EFE   |
| --- | ----- | ----- | ------ | ----- | ----- | ----- | ----- | ----- |
| FCB |       | 84-62 | 93-73  | 93-73 | 70-58 | 83-79 | 80-70 | 84-65 |
| PAN | 56-63 |       | 61-68  | 76-67 | 66-62 | 69-60 | 73-57 | 78-64 |
| CLA | 68-80 | 64-72 |        | 95-73 | 70-89 | 71-81 | 65-83 | 66-72 |
| FEN | 73-76 | 77-72 | 98-64  |       | 78-74 | 69-67 | 73-82 | 84-65 |
| OLY | 72-81 | 68-65 | 89-59  | 95-82 |       | 73-55 | 86-88 | 78-60 |
| UNI | 61-77 | 87-71 | 79-93  | 89-75 | 63-80 |       | 95-85 | 83-75 |
| EA7 | 91-63 | 77-75 | 83-76  | 90-85 | 81-51 | 70-59 |       | 76-69 |
| EFE | 84-89 | 60-65 | 79-105 | 63-71 | 78-83 | 72-74 | 61-60 |       |

### Grupo F
| -  | Equipo                    | PJ | G  | P  | PF   | PC   | Dif  |
| -- | ------------------------- | -- | -- | -- | ---- | ---- | ---- |
| 1. | C. S. K. A. Moskva        | 14 | 12 | 2  | 1167 | 1035 | +132 |
| 2. | Real Madrid               | 14 | 11 | 3  | 1190 | 1047 | +143 |
| 3. | Maccabi Electra Tel Aviv  | 14 | 8  | 6  | 1115 | 1090 | +25  |
| 4. | Galatasaray Liv Hospital  | 14 | 7  | 7  | 1072 | 1065 | +7   |
| 5. | Lokomotiv Kuban Krasnodar | 14 | 7  | 7  | 1081 | 1098 | -17  |
| 6. | F. C. Bayern de Múnich    | 14 | 5  | 9  | 1040 | 1102 | -62  |
| 7. | Partizan NIS Belgrade     | 14 | 4  | 10 | 953  | 1069 | -116 |
| 8. | B. C. Žalgiris Kaunas     | 14 | 2  | 12 | 1062 | 1174 | -112 |

|     | RMA   | MAC    | CSK   | BAY    | LOK   | ZAL    | GAL   | PAR   |
| --- | ----- | ------ | ----- | ------ | ----- | ------ | ----- | ----- |
| RMA |       | 74-68  |       | 111-87 |       | 108-72 | 89-84 |       |
| MAC |       |        |       | 66-64  | 85-75 |        |       | 88-67 |
| CSK | 85-71 | 100-65 |       |        |       | 77-62  |       |       |
| BAY |       |        | 61-86 |        | 82-79 |        | 66-72 | 71-65 |
| LOK | 74-78 |        | 77-84 |        |       | 80-75  |       |       |
| ZAL |       | 78-87  |       | 66-84  |       |        |       | 89-77 |
| GAL |       | 84-90  | 71-74 |        | 62-63 | 90-83  |       |       |
| PAR | 64-80 |        | 73-72 |        | 81-87 |        | 70-78 |       |

## Cuartos de final

### Cuarto de final 1
| 15 de abril de 2014 | F.C. Barcelona                           | 88–61        | Galatasaray Liv Hospital                  |                                             |  |
|                     | Parciales: 14-21, 19-14, 26-14, 29-12    |              |                                           |                                             |  |
|                     | Estadísticas Nachbar 19 Dorsey 11 Sada 5 | Pts Reb Asts | Estadísticas Arroyo 14 Aldemir 7 Arroyo 2 | Pabellón: Palau Blaugrana (Barcelona) 19:00 |  |

| 17 de abril de 2014 | F.C. Barcelona                           | 84–63        | Galatasaray Liv Hospital                     |                                             |  |
|                     | Parciales: 21-8, 22-17, 18-16, 23-22     |              |                                              |                                             |  |
|                     | Estadísticas Oleson 14 Tomić 8 Huertas 6 | Pts Reb Asts | Estadísticas Domercant 11 Aldemir 7 Arslan 7 | Pabellón: Palau Blaugrana (Barcelona) 21:00 |  |

| 20 de abril de 2014 | Galatasaray Liv Hospital                   | 75–78        | F.C. Barcelona                                 |                                                                             |  |
|                     | Parciales: 23-15, 17-20, 12-18, 23-25      |              |                                                |                                                                             |  |
|                     | Estadísticas Arroyo 21 Hairston 8 Arroyo 4 | Pts Reb Asts | Estadísticas Huertas 16 Tomić 6 Papanikolaou 3 | Pabellón: Abdi Ípekçi Arena (Estambul) 19:00 Asistencia: 11470 espectadores |  |

### Cuarto de final 2
| 15 de abril de 2014 | Real Madrid                                       | 88–71        | Olympiacos                                      |                                              |  |
|                     | Parciales: 27-12, 21-29, 22-15, 18-15             |              |                                                 |                                              |  |
|                     | Estadísticas Fernández 20 Bourousis 7 Fernández 5 | Pts Reb Asts | Estadísticas Spanoulis 18 Simmons 5 Spanoulis 5 | Pabellón: Palacio de Deportes (Madrid) 20:45 |  |

| 17 de abril de 2014 | Real Madrid                                    | 82–77        | Olympiacos                                    |                                              |  |
|                     | Parciales: 30-23, 23-21, 17-18, 12-15          |              |                                               |                                              |  |
|                     | Estadísticas Bourousis 19 Bourousis 10 Llull 7 | Pts Reb Asts | Estadísticas Spanoulis 18 Dunston 9 Lojeski 4 | Pabellón: Palacio de Deportes (Madrid) 19:00 |  |

| 21 de abril de 2014 | Olympiacos                                    | 78–76        | Real Madrid                                     |                                                                  |  |
|                     | Parciales: 23-15, 22-23, 20-20, 13-18         |              |                                                 |                                                                  |  |
|                     | Estadísticas Dunston 21 Dunston 9 Spanoulis 4 | Pts Reb Asts | Estadísticas Rodríguez 19 Mirotić 5 Rodríguez 4 | Pabellón: El Pireo (Atenas) 19:00 Asistencia: 11500 espectadores |  |

| 23 de abril de 2014 | Olympiacos                                              | 71–62        | Real Madrid                                   |                                                                  |  |
|                     | Parciales: 15-16, 22-14, 12-17, 22-15                   |              |                                               |                                                                  |  |
|                     | Estadísticas Dunston & Lojeski 13 Dunston 9 Spanoulis 7 | Pts Reb Asts | Estadísticas Fernández 18 Fernández 8 Llull 5 | Pabellón: El Pireo (Atenas) 20:45 Asistencia: 11500 espectadores |  |

| 25 de abril de 2014 | Real Madrid                                                       | 83–69        | Olympiacos                                      |                                                                             |  |
|                     | Parciales: 18-12, 22-22, 19-18, 24-17                             |              |                                                 |                                                                             |  |
|                     | Estadísticas Fernández & Reyes 15 Bourousis 5 Rodríguez & Llull 4 | Pts Reb Asts | Estadísticas Spanoulis 19 Lojeski 6 Spanoulis 7 | Pabellón: Palacio de Deportes (Madrid) 20:45 Asistencia: 12698 espectadores |  |

### Cuarto de final 3
| 16 de abril de 2014 | CSKA Moscú                                    | 77–74        | Panathinaikos Athens                           |                                                                       |  |
|                     | Parciales: 21-14, 19-19, 18-23, 14-16 PR= 5-2 |              |                                                |                                                                       |  |
|                     | Estadísticas Weems 21 Khryapa 11 Weems 5      | Pts Reb Asts | Estadísticas Lasme 14 Maciulis 5 Diamantidis 7 | Pabellón: Megasports Hall (Moscú) 18:00 Asistencia: 4509 espectadores |  |

| 18 de abril de 2014 | CSKA Moscú                                 | 77–51        | Panathinaikos Athens                        |                                                                       |  |
|                     | Parciales: 21-19, 18-16, 11-14, 27-12      |              |                                             |                                                                       |  |
|                     | Estadísticas Weems 23 Khryapa 11 Khryapa 7 | Pts Reb Asts | Estadísticas Ukić 15 Fotsis 4 Diamantidis 2 | Pabellón: Megasports Hall (Moscú) 18:00 Asistencia: 4843 espectadores |  |

| 21 de abril de 2014 | Panathinaikos Athens                           | 65–59        | CSKA Moscú                                     |                                                                      |  |
|                     | Parciales: 20-11, 21-24, 10-12, 14-12          |              |                                                |                                                                      |  |
|                     | Estadísticas Lasme 13 Maciulis 8 Diamantidis 5 | Pts Reb Asts | Estadísticas Weems 14 Vorontsevich 6 Khryapa 8 | Pabellón: OAKA Stadium (Atenas) 20:45 Asistencia: 14000 espectadores |  |

| 23 de abril de 2014 | Panathinaikos Athens                                     | 73–72        | CSKA Moscú                           |                                                                      |  |
|                     | Parciales: 21-16, 16-22, 14-10, 13-16 PR= 9-8            |              |                                      |                                                                      |  |
|                     | Estadísticas Maciulis 15 Maciulis, Lasme 5 Diamantidis 6 | Pts Reb Asts | Estadísticas Micov 15 Kaun 6 Weems 2 | Pabellón: OAKA Stadium (Atenas) 18:30 Asistencia: 14750 espectadores |  |

| 15 de abril de 2014 | CSKA Moscú                                   | 77–44        | Panathinaikos Athens                                |                                                                       |  |
|                     | Parciales: 18-10, 17-11, 19-12, 20-11        |              |                                                     |                                                                       |  |
|                     | Estadísticas Kaun 18 Kaun 9 Khryapa, Weems 5 | Pts Reb Asts | Estadísticas Gist 11 Mavrokefalidis 6 Diamantidis 4 | Pabellón: Megasports Hall (Moscú) 18:00 Asistencia: 4896 espectadores |  |

### Cuarto de final 4
| 16 de abril de 2014 | EA7 Emporio Milano                            | 99–101       | Maccabi Tel Aviv                         |                                      |  |
|                     | Parciales: 23-19, 24-23, 23-16, 17-29 PR= 6-8 |              |                                          |                                      |  |
|                     | Estadísticas Langford 18 Samuels 7 Hackett 6  | Pts Reb Asts | Estadísticas Hickman 26 Hickman 4 Rice 3 | Pabellón: Forum Milano (Milán) 20:45 |  |

| 18 de abril de 2014 | EA7 Emporio Milano                           | 91–77        | Maccabi Tel Aviv                       |                                      |  |
|                     | Parciales: 25-17, 22-17, 19-21, 25-22        |              |                                        |                                      |  |
|                     | Estadísticas Jerrells 17 Wallace 6 Hackett 9 | Pts Reb Asts | Estadísticas Tyus 16 Smith 6 Hickman 4 | Pabellón: Forum Milano (Milán) 20:45 |  |

| 23 de abril de 2014 | Maccabi Tel Aviv                      | 75–63        | EA7 Emporio Milano                           |                                                                       |  |
|                     | Parciales: 15-16, 24-13, 22-16, 14-18 |              |                                              |                                                                       |  |
|                     | Estadísticas Blu 16 Tyus 8 Hickman 6  | Pts Reb Asts | Estadísticas Hackett 14 Hackett 6 Langford 4 | Pabellón: Nokia Arena (Tel Aviv) 20:15 Asistencia: 11060 espectadores |  |

| 23 de abril de 2014 | Maccabi Tel Aviv                                     | 86–66        | EA7 Emporio Milano                                  |                                                                       |  |
|                     | Parciales: 19-21, 16-22, 19-13, 32-10                |              |                                                     |                                                                       |  |
|                     | Estadísticas Hickman & Tyus 16 Smith & Tyus 9 Rice 6 | Pts Reb Asts | Estadísticas Langford 28 Hackett 6 Hackett & Moss 4 | Pabellón: Nokia Arena (Tel Aviv) 20:45 Asistencia: 11060 espectadores |  |

## Final Four
|  | Semifinales        | Semifinales        |    |              | Final              | Final              |  |
|  | 16 de mayo de 2014 | 16 de mayo de 2014 |    |              | 18 de mayo de 2014 | 18 de mayo de 2014 |  |
|  |                    |                    |    |              |                    |                    |  |
|  |                    |                    |    |              |                    |                    |  |
|  | FC Barcelona       | 62                 |    |              |                    |                    |  |
|  | Real Madrid        | 100                |    |              |                    |                    |  |
|  |                    |                    |    |              |                    |                    |  |
|  |                    |                    |    |              |                    |                    |  |
|  |                    |                    |    |              | Real Madrid        | 86                 |  |
|  |                    | Maccabi Tel Aviv   | 98 |              |                    |                    |  |
|  |                    |                    |    |              |                    |                    |  |
|  |                    |                    |    |              |                    |                    |  |
|  |                    |                    |    |              | Tercer puesto      |                    |  |
|  |                    |                    |    |              |                    |                    |  |
|  | CSKA Moscow        | 67                 |    | FC Barcelona | 93                 |                    |  |
|  | Maccabi Tel Aviv   | 68                 |    |              | CSKA Moscow        | 78                 |  |

| Campeones de la Turkish Airlines Euroleague 2013-14 |
| --------------------------------------------------- |
| Maccabi Electra Tel Aviv Sexto título               |

### Posiciones finales
|    | Club             |
| -- | ---------------- |
| 1. | Maccabi Tel Aviv |
| 2. | Real Madrid      |
| 3. | F.C. Barcelona   |
| 4. | CSKA Moscow      |

## Estadísticas individuales
Datos actualizados tras el 2º partido de Cuartos de Final.

### Valoración
| # | Jugador         | Equipo                    | P. J. | Val. | %     |
| - | --------------- | ------------------------- | ----- | ---- | ----- |
| 1 | Rudy Fernández  | Real Madrid               | 13    | 244  | 18.77 |
| 2 | Malcolm Delaney | F. C. Bayern de Múnich    | 13    | 243  | 18.69 |
| 3 | Nikola Mirotić  | Real Madrid               | 13    | 239  | 18.38 |
| 4 | Emir Preldžič   | Fenerbahçe Ülker          | 12    | 234  | 19.5  |
| 5 | Keith Langford  | EA7 Emporio Armani Milano | 12    | 218  | 18.17 |

### Puntos
| # | Jugador            | Equipo                    | P. J. | Pts. | %     |
| - | ------------------ | ------------------------- | ----- | ---- | ----- |
| 1 | Bojan Bogdanović   | Fenerbahçe Ülker          | 10    | 181  | 18.1  |
| 2 | Keith Langford     | EA7 Emporio Armani Milano | 11    | 173  | 15.73 |
| 3 | Justin Dentmon     | Žalgiris Kaunas           | 10    | 168  | 16.8  |
| 4 | Nikola Mirotić     | Real Madrid               | 11    | 159  | 14.45 |
| 5 | Vassilis Spanoulis | Olympiacos Piraeus        | 10    | 158  | 15.8  |

### Rebotes
| # | Jugador | Equipo | P. J. | Reb. | % |
| - | ------- | ------ | ----- | ---- | - |

### Asistencias
| # | Jugador              | Equipo               | P. J. | Asist. | %    |
| - | -------------------- | -------------------- | ----- | ------ | ---- |
| 1 | Dimitris Diamantidis | Panathinaikos Athens | 11    | 84     | 7.64 |
| 2 | Łukasz Koszarek      | Stelmet Zielona Góra | 10    | 58     | 5.8  |
| 2 | Sergio Rodríguez     | Real Madrid          | 11    | 58     | 5.27 |
| 4 | Miloš Teodosić       | C. S. K. A. Moskva   | 11    | 56     | 5.09 |
| 4 | Emir Preldžič        | Fenerbahçe Ülker     | 10    | 56     | 5.6  |

## Nominaciones

### Primer quinteto ideal de la temporada[3]
| Posición | Jugador          | Equipo                   |
| -------- | ---------------- | ------------------------ |
| Base     | Sergio Rodríguez | Real Madrid              |
| Escolta  | Keith Langford   | EA7 Emporio Armani Milan |
| Escolta  | «Sonny» Weems    | CSKA Moscow              |
| Alero    | «Rudy» Fernández | Real Madrid              |
| Pívot    | Ante Tomić       | F. C. Barcelona Regal    |

|  | MVP de la temporada |

### Segundo quinteto ideal de la temporada
| Posición | Jugador | Equipo |
| -------- | ------- | ------ |

### MVP de la Final Four
| Posición | Jugador | Equipo |
| -------- | ------- | ------ |

### PremioAlphonso Fordal mejor anotador[4]
| Posición | Jugador        | Equipo                   |
| -------- | -------------- | ------------------------ |
| Escolta  | Keith Langford | EA7 Emporio Armani Milan |

### Mejor defensor[5]
| Posición | Jugador        | Equipo     |
| -------- | -------------- | ---------- |
| Pívot    | Bryant Dunston | Olympiacos |

### Estrella emergente[6]
| Posición | Jugador           | Equipo      |
| -------- | ----------------- | ----------- |
| Escolta  | Bogdan Bogdanović | KK Partizan |

### Jugador del mes
| Mes  | Jugador             | Equipo             |
| ---- | ------------------- | ------------------ |
| Oct. | Nikola Mirotić      | Real Madrid        |
| Nov. | Derrick Brown       | Lokomotiv Kuban    |
| Dic. | Stratos Perperoglou | Olympiacos Piraeus |
| Ene. | Nenad Krstić        | CSKA Moscú         |
| Feb. | Ante Tomić          | F. C. Barcelona    |
| Mar. | Ante Tomić (2)      | F. C. Barcelona    |
| Abr. | Alex Tyus           | Maccabi Tel Aviv   |

### Jugador de la jornada

#### Temporada regular
| Partido | Jugador             | Equipo                | Valoración |
| ------- | ------------------- | --------------------- | ---------- |
| 1       | Nikola Mirotić      | Real Madrid           | 27         |
| 2       | Nik Caner-Medley    | Unicaja Málaga        | 29         |
| 3       | Bryant Dunston      | Olympiacos            | 33         |
| 4       | DeMarcus Nelson     | Crvena Zvezda Telekom | 31         |
| 5       | Justin Dentmon      | Žalgiris Kaunas       | 32         |
| 6       | Vladimir Dragičević | Stelmet Zielona Góra  | 32         |
| 7       | Boštjan Nachbar     | F. C. Barcelona       | 31         |
| 8       | Vassilis Spanoulis  | Olympiacos            | 29         |
| 9       | Darjuš Lavrinovič   | Budivelnyk Kiev       | 44         |
| 10      | Boban Marjanović    | Crvena Zvezda Telekom | 33         |

#### Top 16
| Partido | Jugador                | Equipo           | Valoración |
| ------- | ---------------------- | ---------------- | ---------- |
| 1       | Vassilis Spanoulis (2) | Olympiacos       | 39         |
| 2       | Marcelinho Huertas     | F. C. Barcelona  | 30         |
| 3       | Rudy Fernández         | Real Madrid      | 30         |
| 4       | Krunoslav Simon        | Lokomotiv Kuban  | 35         |
| 5       | Miloš Teodosić         | CSKA Moscow      | 31         |
| 6       | Justin Dentmon (2)     | Žalgiris Kaunas  | 33         |
| 7       | Ante Tomić             | F. C. Barcelona  | 36         |
| 8       | Ante Tomić (2)         | F. C. Barcelona  | 40         |
| 9       | Zoran Dragić           | Unicaja Málaga   | 30         |
| 10      | Malcolm Delaney        | FC Bayern Munich | 24         |
| 11      | Rudy Fernández (2)     | Real Madrid      | 33         |
| 12      | Derrick Brown          | Lokomotiv Kuban  | 34         |
| 13      | Dimitris Diamantidis   | Panathinaikos    | 31         |
| 14      | Justin Dentmon (3)     | Žalgiris Kaunas  | 40         |

#### Cuartos de final
| Partido | Jugador            | Equipo                | Valoración |
| ------- | ------------------ | --------------------- | ---------- |
| 1       | Ricky Hickman      | Maccabi Tel Aviv      | 36         |
| 2       | Ioannis Bourousis  | Real Madrid           | 24         |
| 2       | Curtis Jerrells    | Emporio Armani Milano | 24         |
| 3       | Bryant Dunston (2) | Olympiacos            | 32         |
| 4       | Bryant Dunston (3) | Olympiacos            | 25         |
| 5       | Sasha Kaun         | CSKA Moscow           | 29         |